# Пол Бетани
Пол Бетани (енгл. Paul Bettany; Лондон, 27. мај 1971) енглески је глумац, сценариста и редитељ.
Глумом је почео да се бави 1990-их претежно наступајући у британским ТВ серијама, а пажњу јавности привукао је почетком 2000-их улогама у филмовима Гангстер број 1, Прича о витезу и Блистави ум. Током 2003. наступио је у филмовима Догвил Ларса фон Трира и Господар и војсковођа Питера Вира који му је донео номинације за БАФТУи Награду Удружења телевизијских филмских критичара за најбољег глумца у споредној улози. Наредне године играо је главну улогу у романтичној комедији Вимблдон са Кирстен Данст, а 2006. појавио се уз Тома Хенкса и Одри Тоту у екранизацији романа Да Винчијев код.
Бетани је од 2008. године позајмљивао глас Џарвису у низу пројеката студија Марвел, укључујући филмове Ајронмен (2008), Ајронмен 2 (2010), Ајронмен 3 (2013), Осветници (2012) и Осветници: Ера Алтрона (2015), у коме је тумачио и улогу суперхероја Визије. Глумио је Визију у филмовима Капетан Америка: Грађански рат (2016) и Осветници: Рат бескраја (2018). Током овог периода, наступио је и у биографским драмама Млада Викторија и Дарвинова еволуција из 2009, трилерима Туриста (2010) и Позив упозорења (2011) и научнофантастичним филмовима Свештеник (2011) и Виртуелна свест (2014). Године 2014. такође је премијерно приказан његов редитељски првенац Склониште, у коме главну улогу игра његова супруга Џенифер Конели.

## Филмографија
| Улоге Пола Бетанија |                                |               |                       | |
| Година              | Српски назив                   | Изворни назив | Улога                 | Напомена |
| 1997.               | Другачији                      |               | Капетан               | |
| 1997.               | Шарпов Ватерло                 |               | Вилем II од Холандије | ТВ серија |
| 1998.               | Повратак кући                  |               | Едвард Кари-Луис      | ТВ филм |
| 1998.               | Смртоносна мрежа               |               | Џо Хантер             | мини-серија |
| 1998.               | Девојке земље                  |               | Филип                 | |
| 1999.               | Свака жена зна тајну           |               | Роб                   | мини-серија |
| 1999.               | После кише                     |               | Стеф                  | |
| 2000.               | Пољуби или умри                |               | Џими                  | |
| 2000.               | Клуб смрти                     |               | Шо                    | |
| 2000.               | Дејвид Коперфилд               |               | Џејмс Стирфорт        | ТВ филм |
| 2000.               | Мртве бебе                     |               | Квентин               | |
| 2000.               | Гангстер број 1                |               | млади гангстер        | номинација - Британска независна филмска награда за најбољег глумца у главној улози                                                                         |
| 2001.               | Прича о витезу                 |               | Џефри Чосер           | |
| 2001.               | Блистави ум                    |               | Чарлс Херман          | номинација - Награда Удружења филмских глумаца за најбољу филмску поставу                                                                                   |
| 2002.               | Моје срце                      |               | Рики                  | |
| 2003.               | Господар и војсковођа          |               | др Стивен Матјурин    | номинација - БАФТА за најбољег глумца у споредној улози номинација - Награда Удружења телевизијских филмских критичара за најбољег глумца у споредној улози |
| 2003.               | Дан обрачуна                   |               | Николас               | |
| 2003.               | Догвил                         |               | Том Едисон            | |
| 2004.               | Вимблдон                       |               | Питер Колт            | номинација - Награда Емпајер за најбољег британског глумца                                                                                                  |
| 2006.               | Забрањен приступ               |               | Бил Кокс              | |
| 2006.               | Да Винчијев код                |               | Сајлас                | |
| 2008.               | Ајронмен                       |               | Џарвис                | глас |
| 2008.               | Тајни живот пчела              |               | Т. Реј Овенс          | |
| 2008.               | Срце од мастила                |               | Дастфингер            | |
| 2008.               | Прекинуте везе                 |               | Честер                | |
| 2009.               | Млада Викторија                |               | Лорд Мелбурн          | |
| 2009.               | Дарвинова еволуција            |               | Чарлс Дарвин          | |
| 2010.               | Војска палих анђела            |               | Михаил                | |
| 2010.               | Ајронмен 2                     |               | Џарвис                | глас |
| 2010.               | Туриста                        |               | Џон Ачесон            | |
| 2011.               | Свештеник                      |               | Свештеник             | |
| 2011.               | Позив упозорења                |               | Вил Емерсон           | |
| 2012.               | Осветници                      |               | Џарвис                | глас |
| 2013.               | Крв                            |               | Џо Ферберн            | |
| 2013.               | Ајронмен 3                     |               | Џарвис                | глас |
| 2014.               | Виртуелна свест                |               | Макс Вотерс           | |
| 2014.               | Склониште                      |               |                       | сценариста/редитељ |
| 2015.               | Мордекај                       |               | Џок Страп             | |
| 2015.               | Осветници: Ера Алтрона         |               | Џарвис/Визија         | |
| 2016.               | Капетан Америка: Грађански рат |               | Визија                | |
| 2018.               | Осветници: Рат бескраја        |               | Визија                | |
| 2018.               | Соло: Прича Ратова звезда      |               | Драјден Вос           | |
| 2021.               | ВандаВизија                    |               | Визија                | ТВ серија |
| 2021.               | Шта ако...?                    |               | Визија                | глас; ТВ серија |